# 開放区
開放区（かいほうく）は、木村拓哉の著書。

## 概要
初めて出版される木村拓哉のフォトエッセイ集。木村によって初めて語られる恋愛やSMAPや家族などが書かれている。収録されている本人撮りおろしのプライベートなのも含む134枚の写真からも木村の素顔が明かされる。キムタクではない木村拓哉の本音が書かれている。
木村は1995年から2003年までエッセイを書き続けてきており、そのエッセイがその時の写真と共に掲載されているという内容である。このことから載せられている写真は、髪の長いものから短いものまで様々である。エッセイの形式はテーマが決められており、そのテーマについて思うところを書いていくという形になっている。
エッセイを書き始めるまでの木村本人は、自分の周りに壁のようなものが張り巡らされているように感じることがあり、伝えたい思いをダイレクトに届けられないもどかしさがあった。そのような目に見えない壁を取り払い、自分自身の心の中を開け放ちたいという思いから『開放区』と名付けたエッセイを8年間書き続けてきた。このエッセイではその時に感じたことを正確に写真と文章で表現してきた。このエッセイはあえて時系列には並べられておらず、このようにした理由は、ちょっとしたサプライズをみんなに楽しんでほしいと思っていたからであった。
トーハン調べの年間ベストセラーランキングの総合5位、単行本・ノンフィクション他で3位。
日本著者販促センター調べで、2003年の書籍の売上ランキングで5位。
出版科学研究所による2003年の主なベストセラーに選ばれている。